# 밀젠코 마티예비치
밀젠코 마티예비치(Miljenko Matijevic, 1964년 11월 29일 ~ )는 미국의 가수, 작사가, 작곡가이다.

## 생애와 발자취
1964년 크로아티아에서 출생한 마티예비치는 어린 시절 가족들과 함께 미국으로 이민갔다. 처음에는 뉴욕주의 스카스데일에 갔다가 후에 코네티컷 주의 그린위치에 정착했다. 마티예비치는 거기서 음악을 만들기 시작하였다. 아버지는 그와 그의 형인 존(John)이 일단 컨트리 음악을 연주하도록 하였다. 11세 때 마티예비치는 레드 제플린에 빠져있었지만 아버지가 록 음악을 연주하지 못하게 하였다.
1980년대 초반 크리스 리솔라(Chris Risola), 제임스 워드(James Ward) 그리고 잭 윌킨슨(Jack Wilkinson)과 알게 되었을 때, 마티예비치는 4인 밴드를 결성하고 밴드 이름을 레드 알러트 Red Alert 라고 지었다. 레코드사와 계약을 체결하였음에도 불구하고 저작권 때문에 이름을 바꿔야 했고 밴드명을 스틸하트 Steelheart 로 하였다.
1990년 MTV에서 헤비 로테이션에 셀프 타이틀 데뷔 앨범 I'll Never Let You Go 가 올라갔다. 싱글은 차트에서 14위, 앨범은 40위 그리고 플레티넘을 차지했다. 다음 번 앨범 Tangled In Reins 은 1992년에 발매되었다.
그레이트 화이트 Great White와 함께 전미투어가 끝났을 때 Slaughter의 오프닝 행사로 추가공연이 있었다. 마티예비치가 캐리어에 기대 조명을 위로 감아올리려고 했을 때 사고가 났다. 캐리어는 제대로 잘 정비되어 있지 않았고 조명의 횡보가 그의 몸 위를 덮쳐 머리 위로 떨어졌다. 이 사고로 마티예비치는 심지어 스스로 무대에서 나가지도 못했고 머리를 크게 다치고 뼈가 부러져 병원으로 후송되었다. 밴드는 공연을 중단할 수 밖에 없었고 판도 잘 팔리지 않았으며 무엇보다 근본적으로 음악환경이 바뀌게 되어 그룹은 해체되지 않을 수 없었다.
1996년 마티예비치는 새로운 밴드를 조직하여 다시 활동을 시작하였고 웨이트 Wait와 함께 앨범을 냈다. 이 앨범은 아시아에서 특히 성공을 거두었으나 그 외의 지역에서는 거의 발매되지 않았다. 2005년 가을 마티예비치는 2006년에 발간될 새로운 앨범을 작업중이라고 발표하였다.
2001년 마티예비치는 록 스타 Rock Star 라는 영화에서 주인공 마크 월버그가 노래하는 장면의 목소리를 녹음하였다. 그밖에 영화밴드 Steel Dragon 의 영화음악 8곡을 녹음하였다.

## 유명세
그는 미국 헤비 메틀 락 음악 밴드 "스틸하트(Steelheart)"의 보컬리스트 시절 《She's gone》이라는 노래 작품으로써 월드 빅 히트를 거두었다.

## 주요 히트 작품
- Steel Heart (1990) - with Steelheart
- Tangled In Reins (1992) - with Steelheart
- Wait (1996) - with Steelheart
- Rockstar (2001) - movie soundtrack
- Good 2B Alive (2008) - with Steelheart
- My Love is gone
- 죽을 만큼 니가 보고파서

## 에피소드 및 일화

### 대한민국 TV 프로그램 게스트 출연
최근에 접어들어서는 한국의 글로벌 콘텐츠 그룹 배드보스컴퍼니와 전속계약을 맺고 대한민국 TV 프로그램에도 출연하여 친근한 이미지를 과시한 그는 2014년 1월 26일 KBS 한국방송공사 프로그램 《콘서트 7080》에 출연을 하였고, 2016년 2월 21일에는 MBC 문화방송 프로그램 《일밤 - 복면가왕》에 '과묵한 번개맨'으로 출연하여 무려 제3라운드까지 올라가는 기록을 남겼으며, 2016년 3월 29일에는 SBS 서울방송 프로그램 《불타는 청춘》에 출연하였다. 2개월 후 2016년 5월 12일에는 Mnet TV 프로그램 《음악의 신 시즌 2》에 출연을 한 것에 이어 2016년 6월 7일에는 KBS 프로그램 《이웃집 찰스》에 출연하였다. 그리고 시즌 마지막에는 아시아 최대 케이팝 쇼 드림콘서트에 최초의 외국인이자 최고령 출연자로 기록을 세움과 동시에 자신의 히트곡 she's gone를 EDM 버전으로 가창해 큰 인기를 얻었다